# Manolo Guardia
Manolo Guardia (* 8. Januar 1938 in Montevideo; † 13. März 2013) war ein uruguayischer Pianist und Komponist.

## Leben und Wirken
Manolo Guardia erhielt seine musikalische Ausbildung bei Guillermo Kolischer und Santiago Baranda Reyes. Im Laufe seiner musikalischen Karriere befasste er sich insbesondere mit den Stilrichtungen des Jazz und des Candombe. Während der zivil-militärischen Diktatur in Uruguay lebte er im Exil in Venezuela. Dort residierte er fünf Jahre lang in Caracas. In den 1980er Jahren kehrte er nach Uruguay zurück. Infolge eines Kunstfehlers bei einer Operation war Guardia in den letzten Jahren querschnittsgelähmt.
Guardia gehörte der Jazz-Formation "All Jazz" des Hot Club de Montevideo an. Später gründete er mit "Quinteto de la Guardia Nueva" das erste avantgardistische Tango-Ensemble Uruguays. Zudem war er Wegbereiter der Bewegung des "Candombe de vanguardia" (avantgardistischer Candombe) und nahm in diesem Zusammenhang zahlreiche Platten auf. 1969 gründete er gemeinsam mit Federico García Vigil das Kammer-Tango-Ensemble Camerata. Dieses wurde später unter Erweiterung des musikalischen Repertoires auf die brasilianische Musik sowie auf Barockmusik in "Camerata Punta del Este" umbenannt. Insgesamt produzierte das Ensemble vier Platten, die sowohl in Uruguay als auch in Argentinien, Brasilien und Japan erschienen. Unter anderem nahm Guardia Platten ebenfalls mit Georges Roos und Rubén Rada auf. Überdies ist sein Mitwirken an diversen Radiosendungen sowie bei Telecataplum in Canal 12 verzeichnet. Bei komödiantisch-musikalischen Veranstaltungen trat er als Erzähler neben Gast-Künstlern wie Mercedes Sosa, Vinicius de Moraes sowie Dori und Nana Caymi auf. Auch war er im Bereich des Café-concert tätig und gründete in diesem Zusammenhang in den 1980er Jahren "Preludo". Im Teatro del Centro veranstaltete er "Mozart, Beethoven y la cucaracha". In den 1990er Jahren leitete er zudem "Opus 3 Café Concert". Auch nach seiner Querschnittslähmung nahm er 2006 mit "Tangos para la mano derecha" eine weitere Platte auf. Guardia wurde auf dem Cementerio del Norte in Montevideo beigesetzt.